# Protosebast
El protosebast (grec medieval: πρωτοσέβαστος, protosébastos) va ser un títol de la cort de l'Imperi Romà d'Orient creat per l'emperador Aleix I Comnè.

## Història
Encara que el títol apareix per primer cop en un document de l'any 1049 on Domenico Contarini, Dux de Venècia, l'utilitza juntament amb el de patrici per referir-se a si mateix, es creu que el va instaurar l'emperador Aleix I Comnè (1081-1118). El va rebre per primera vegada el germà de l'emperador, Adrià Comnè. Un altre dels primers que van rebre el títol va ser el seu cunyat Miquel Taronita, que una mica després va rebre el títol més important de panhipersebast. També se li va donar a Sergi VI de Nàpols, duc de Nàpols i al seu fill Joan VI, per la mateixa època.
Durant el segle xii, el títol es concedia a parents propers de l'emperador, normalment al fill gran del sebastocràtor. Durant el període de govern de la Dinastia dels Paleòlegs, es va donar a les principals famílies aristocràtiques.
El llibre De Officialibus Palatii Constantinopolitani et de Officiis Magnae Ecclesiae de Jordi Codí, escrit a mitjans del segle xiv, situa el protosebast en el lloc tretzè de la jerarquia de l'imperi, entre el megas logotetēs i el pinkernes (coper).

## Protosebasts destacats
- Adrià Comnè, germà d'Aleix I Comnè.
- Aleix Branàs, general.
- Aleix Comnè, nebot de Manuel I Comnè, regent de facto del 1080 al 1082.
- Constantí Bodin, emperador de Bulgària el 1072.
- Jordi Muzaló, amic i ministre de Teodor II Làscaris.
- Hrelja, un magnat de l'Imperi Serbi.
- Joan Comnè, nebot d'Aleix I Comnè, governador de Dirràquion.
- Miquel Panàret, oficial i historiador, cronista de l'Imperi de Trebisonda.
- Filàret Bracami, general